# Broadhaven Bay
Broadhaven Bay (iriska: Cnocán na Líne) är en vik i republiken Irland. Den ligger i grevskapet Maigh Eo och provinsen Connacht, i den nordvästra delen av landet.